# Linha 1A (Metropolitano de Bruxelas)
| 1A                                      |          |         |
| Roi Baudouin / Koning Boudewijn         |          |         |
| Heysel / Heizel                         |          |         |
| Houba-Brugmann                          |          |         |
| Stuyvenbergh                            |          |         |
| Bockstael                               |          |         |
| Pannenhuis                              |          |         |
| Belgica                                 |          |         |
| Simonis                                 | Linha 2  |         |
| Osseghem / Ossegem                      |          |         |
| Beekkant                                | Linha 1B |         |
| Étangs Noirs / Zwarte Vijvers           | Linha 1B |         |
| Comte de Flandre / Graaf van Vlaanderen | Linha 1B |         |
| Sainte-Catherine / Sint-Katelijne       | Linha 1B |         |
| De Brouckère                            | Linha 1B |         |
| Gare Centrale / Centraal Station        | Linha 1B |         |
| Parc / Park                             | Linha 1B |         |
| Arts-Loi / Kunst-Wet                    | Linha 1B | Linha 2 |
| Maelbeek / Maalbeek                     | Linha 1B |         |
| Schuman                                 | Linha 1B |         |
| Mérode                                  | Linha 1B |         |
| Thieffry                                |          |         |
| Pétillon                                |          |         |
| Hankar                                  |          |         |
| Delta                                   |          |         |
| Beaulieu                                |          |         |
| Demey                                   |          |         |
| Herrmann-Debroux                        |          |         |

A Linha 1A era uma das três linhas do Metropolitano de Bruxelas. Foi inaugurada em 1976 e contava ultimamente com 27 estações. Circulava entre as estações de Roi Baudouin e Herrmann-Debroux.
Em 2009 a linha foi dividida em duas: a Linha 5 (Erasme/Erasmus - Herrmann-Debroux) e a Linha 6 (Roi Baudouin/Koning Boudewijn - Simonis).